# 遠藤武彦
遠藤 武彦（えんどう たけひこ、1938年10月5日 - 2019年12月27日）は、日本の政治家。位階は従三位。
衆議院議員（6期）、農林水産大臣（第44代）、山形県議会議員、置賜農業共済組合組合長理事、山形県農業共済組合連合会会長理事、社団法人全国農業共済協会理事などを歴任した。愛称はエンタケ。

## 経歴
山形県米沢市出身。父は米沢市議会議長、山形県議をつとめ、山形農政に強い影響力を持っていた遠藤清海。現在の山形県立米沢興譲館高等学校を卒業後、1961年に中央大学文学部を卒業し、帰郷。県指導主事、米沢市農業協同組合理事などを務めた後、山形県議会議員（3期）を経て、1986年、第38回衆議院議員総選挙で衆議院議員に初当選。以降、1度の落選を挟んで通算6回当選。
小選挙区比例代表並立制が導入された1996年に近藤鉄雄と党公認を争ったが、敗れて離党。しかし、閣僚経験者の近藤を破って当選し、自由の会を経て復党した。以後は近藤の長男の洋介と激しい選挙戦を繰り広げた。
国会では、国会議員として当選後約二十年間に渡って、質問をしたことがほとんどなかった。
党内では近未来政治研究会に所属した。総務、農水、通産の各政務次官、農林水産副大臣のほか、党副幹事長、党国際局長、党総務局長などを歴任。
2007年8月27日、第1次安倍改造内閣に農林水産大臣として初入閣。しかし金銭問題でわずか8日間で辞任。任命した総理大臣の安倍晋三は「結果として辞任に至ったことは大変残念」とコメントした。後任には前任者の若林正俊が再度就任した。
2008年9月、次期衆院選に立候補せず、健康上の事情を理由に政界から引退する事を表明。
2010年4月、春の叙勲において旭日大綬章を受章した。
2019年12月27日18時24分、間質性肺炎のため、米沢市立病院で死去。81歳没。死没日をもって従三位に叙される。

## 不祥事

### 選挙区支部への不適切献金
安倍改造内閣にて農林水産大臣就任直後の2007年8月30日、遠藤が代表を務める自由民主党山形県第二選挙区支部が、山形県家畜商業協同組合から不適切に献金を受け取っていたことが発覚した。結果的に遠藤は大臣を辞任した。
同組合は山形県第二選挙区支部に5万円を献金した。しかし、山形県家畜商業協同組合は独立行政法人農畜産業振興機構から受け取る交付金や奨励金の給付決定通知書を2004年9～12月に受領していた。政治資金規正法では国からの補助金を受ける法人に対し交付決定1年以内の献金を禁じている。ただ、総務省は「国費の事業でも独立行政法人や都道府県が交付を決定している場合は違法とまでの解釈はしていない」としている。
遠藤は、同組合に献金を返金し山形県選挙管理委員会に政治資金収支報告書の訂正を届け出たうえで、「事務所費などの支出については徹底的に洗ったつもりだったが、お受けした分は手抜かりがあった」と謝罪した。遠藤の事務所は「補助金を受けている団体との認識が無く、受け取った後の調べも不十分だった。こちらのミスでご迷惑をおかけし、申し訳ありません」と話しており、故意に受け取ったわけではないと釈明している。だが、内閣官房長官の与謝野馨 は「法律や規則で定めたことにミスとはいえ、きちんとこたえていなかったことは残念なことだ」と苦言を呈した。しかし上記のように、総務省は「国費の事業でも独立行政法人や都道府県が交付を決定している場合は違法とまでの解釈はしていない」としている。

### 置賜農業共済組合掛金不正受給問題
2007年9月1日、遠藤が組合長を務める置賜農業共済組合（米沢市）が1999年に、自然災害による果樹の被害に対して、その損害補償を目的とした果樹共済を農業災害補償法に基づき申請した中で、ぶどう共済の申請に関して261戸中105戸が当時の組合課長らによる農家名義の無断使用による水増し申請であったことや、その申請の結果として共済掛金の国庫負担分である約115万円を補助金として不正受給していたことが取り上げられた。
この不正受給については2004年に会計検査院の実地検査で判明し、山形県に指摘。組合は当時の課長らを厳重注意処分とした。その後、返還方法について県と協議し農林水産省からの認可待ちであった2007年5月に、未処理事項として会計検査院から再度指摘されたのである。
遠藤は当初、組合長については辞任することを表明したが大臣職の辞任については否定したことから、7月の参院選で多数派となった民主党など野党は9月10日召集予定の臨時国会において参議院で遠藤の問責決議案を提出・可決する方針を示唆し辞任を迫った他、与党である公明党からも説明責任を果たすべきであるとの声が挙がり、2007年9月3日に大臣職を辞任した。
大臣就任期間は8日間であり、戦後政治史の短命閣僚としては竹下内閣の長谷川峻法相がリクルート事件に絡み4日間で法相辞任した記録、麻生内閣の国土交通大臣・中山成彬が度重なる舌禍により5日間で国交相辞任した記録に次ぐ。ただ、長谷川は法相就任以前に計3年近く労相や運輸相などの閣僚を歴任、中山も国交相就任以前に文科相を1年1ヶ月歴任しており、戦後通算在任最短記録では遠藤が最短記録となる（遠藤以前の戦後通算在任最短記録1位だったのは羽田内閣の永野茂門の11日間であり、戦前を含めた通算在任最短記録は海軍大臣・野村直邦の5日間がある）。